# Wham-O
Wham-O Inc. es una empresa estadounidense de juguetes con sede en Carson, California, Estados Unidos. Es conocido por crear y comercializar muchos juguetes populares durante casi 70 años, incluidos el aro Hula, Frisbee, Slip 'N Slide, Super Ball, Trac-Ball, Silly String, Hacky sack, Wham-O Bird Ornithopter y Boogie Board, muchas de las cuales se han convertido en marcas comerciales genéricas.

## Historia
Richard Knerr (1925–2008) y Arthur "Spud" Melin (1924–2002), dos graduados de la Universidad del Sur de California que eran amigos desde la adolescencia, no estaban contentos con sus trabajos y decidieron iniciar su propio negocio. En 1948 formaron WHAM-O Manufacturing Company en el garaje de la familia Knerr en South Pasadena. Su primer producto fue el Wham-O Slingshot, hecho de madera de fresno, que Knerr y Melin promocionaron realizando demostraciones de sus propias habilidades con el tirachinas. El nombre "Wham-O" se inspiró en el sonido del disparo de la honda al dar en el blanco. La honda fue adoptada por los clubes para el tiro al blanco competitivo y la caza menor. Cuando el garaje se les quedó pequeño, alquilaron un edificio en S. Marengo Ave en Alhambra, California ; y luego, en 1955, trasladaron su planta de fabricación a la vecina San Gabriel, California, donde permanecieron hasta 1987, cuando vendieron la planta a Huy Fong Foods .

## Productos y mercadeo

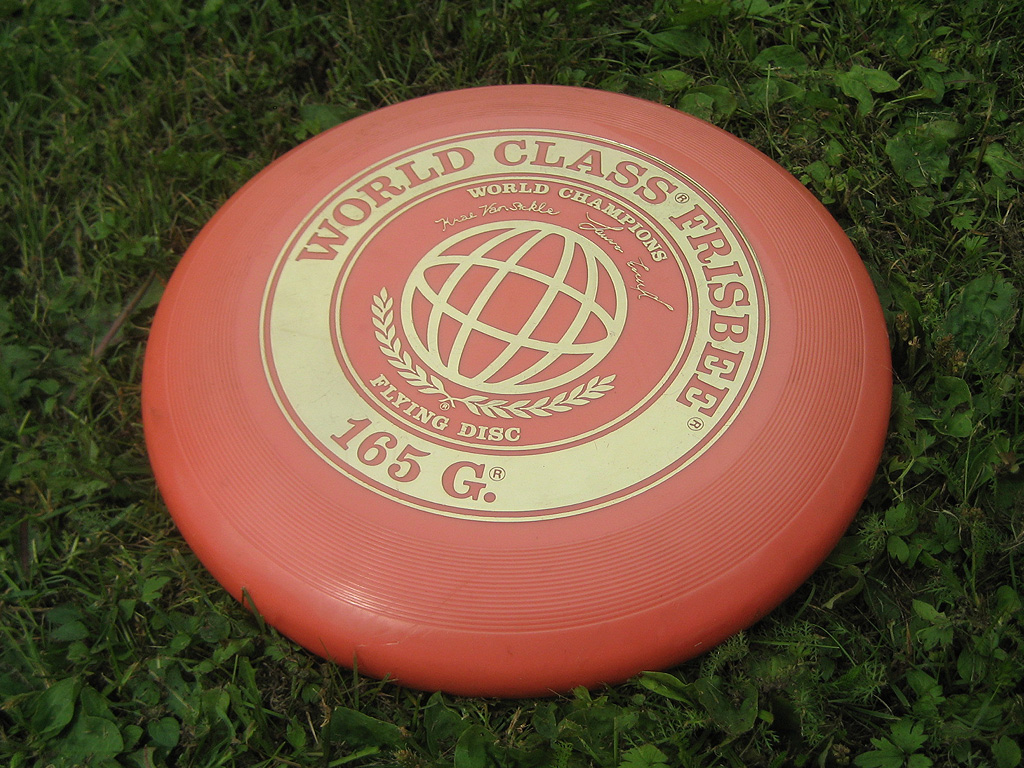
Un Frisbee hecho por Wham-O

En 1957, todavía una empresa incipiente, tomó la idea de los "aros de ejercicio" de bambú australianos, los fabricó en Marlex y llamó a su nuevo producto Hula Hoop. (El nombre se había utilizado desde el siglo XVIII, pero hasta entonces no estaba registrado como marca comercial.) Se convirtió en la mayor moda de juguetes de la historia moderna. Se vendieron 25 millones en cuatro meses, y en dos años las ventas alcanzaron más de 100 millones. La "fiebre del Hula Hoop" continuó hasta fines de 1959 y le dio a Wham-O $ 45 millones (equivalente a $ 470 millones en 2022  ).
Poco tiempo después, la compañía tuvo otro gran éxito con el Frisbee. En 1955, el inventor Fred Morrison comenzó a comercializar un disco volador de plástico llamado Pluto Platter. Vendió el diseño a Wham-O en 1957. En 1959, Wham-O comercializó una versión ligeramente modificada, a la que cambiaron el nombre de Frisbee, y una vez más, un juguete Wham-O se convirtió en una parte común de la vida durante la década de 1960.
A principios de la década de 1960, creó la Super Ball, una pelota de alto rebote hecha de una aleación de polibutadieno de elastómero duro, denominada Zectron, con un Ccoeficiente de restitución de 0,92 cuando rebota en superficies duras. En esa década se vendieron alrededor de 20 millones de Super Balls, y la NFL nombró a los juegos del Super Bowl en su honor.
El Frisbee y el Hula Hoop crearon modas pasajeras . Con otros productos, Wham-O trató de capitalizar las tendencias nacionales existentes. En la década de 1960, produjeron una cubierta de refugio antiaéreo de 119 dólares, hecha por uno mismo. En 1962, vendieron un kit de baile limbo para aprovechar esa moda; y en 1975, cuando se estrenó la película Tiburón, vendieron dientes de tiburón de plástico.
Muchos productos no tuvieron éxito. Durante un safari africano a principios de la década de 1960, Melin descubrió una especie de pez que ponía huevos en el barro durante la estación seca de África. Cuando llegaron las lluvias, los huevos eclosionaron y los peces emergieron durante la noche. Esto inspiró a Melin a crear el Instant Fish, un kit de acuario que consiste en algunos de los huevos de peces y algo de barro para incubarlos.

## Otros productos

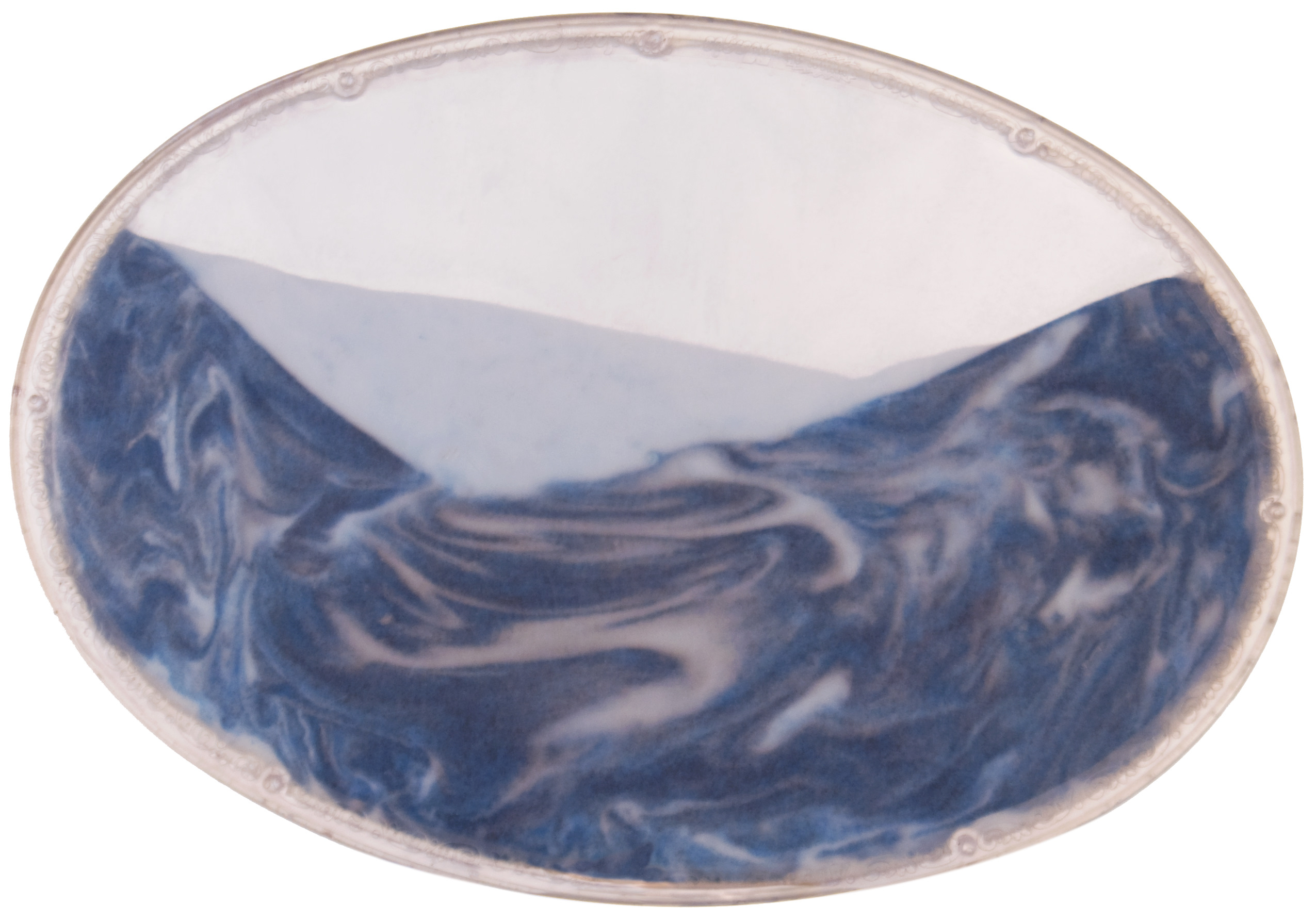
Juguete Vintage Wham-O Magic Window azul y blanco de la década de 1970

- Wham-O Bird Ornithopter (1959) vendido en una gran caja de cartón, listo para volar. Hecho de largueros de aluminio, madera, alambre de acero y mylar, estaba pintado de colores brillantes para parecerse a un halcón o un búho. El precio minorista del juguete impulsado por una banda elástica fue de $ 3 (alrededor de $ 24 en dinero de 2020). Se fabricaron unos 600.000.
- Wheelie Bar (1966) para bicicletas con ruedas, especialmente adecuado para el popular Schwinn Sting-Ray. El diseño del embalaje, con el ícono Rat Fink de la década de 1960, se reprodujo ampliamente en camisetas, carteles y calcomanías. El comercial de televisión presentaba a Kathryn Minner, la viejita original de Pasadena .
- Air Blaster (1965), que disparó una bocanada de aire que podría apagar una vela a 20 pies[11][12][13][14]
- Bubble Thing (1988), una tira de plástico flexible unida a una varita, que se sumergió en una solución de jabón y se agitó en el aire para crear pompas de jabón gigantes. Los anuncios afirmaban que podía hacer burbujas "tan largas como un autobús".
- Cerbatana Huf'n Puf que disparaba dardos de goma blanda[15]
- Ballestas, machetes, boomerangs y cuchillos arrojadizos reales (que no son de juguete)[16][17]
- Pistola de tiro único Powermaster calibre .22, vendida por correo (1956),[18] y varias otras armas calibre .22
- Slip 'N Slide (1961), una superficie deslizante lubricada con agua similar a una alfombra
- Water Wiggle (1962),[19] una boquilla curva encerrada en plástico que, cuando se alimenta con una manguera de jardín, se eleva por el aire. Retirado del mercado en 1978 después de que causara la muerte de dos niños.
- Imán monstruo (1964)[20]
- Palo de chorro súper furtivo (1964)[21]
- Willie (1964), una serpiente peluda de juguete[22]
- Súper cosas (1966)[23]
- Cómics gigantes (1967)[24]
- Cuerda tonta (1969)
- Plástico de burbujas súper elástico (1970)
- Magic Window (1971), dos 30 x 30 centímetros (11,8 x 11,8 plg) placas ovaladas de plástico transparente pesado, con un estrecho canal entre ellas que contenían arenas cristalinas de "microdio" (vidrio) de diferentes colores que creaban patrones complejos cuando se cambiaban de posición.[25][26] )
- Trac-Ball
- Arena mágica (1980), arena recubierta con un material hidrofóbico que hizo que el agua saliera en gotas en lugar de ser absorbida
- Roller Racer Sit Skate (1983)
- Hacky Sack, un diseño de footbag comprado a sus inventores en 1983
- Salpicar (década de 1990)
- EZ SPIN Foam Frisbee Disc (2008),[27] una versión suave del Frisbee que podría usarse en interiores
- Morey Bodyboarding#Prone Tom Morey
- Tableros BZ Pro
- Aletas de natación de Churchill
- Smacircle, la bicicleta eléctrica más pequeña y liviana del mundo que cabe en una mochila
- Wham-O disco volador sónico

## Estrategia
El éxito inicial de Wham-O fue el resultado de la perspicacia de sus fundadores. Knerr y Melin comercializaron sus productos directamente a los niños, incluida la demostración de sus juguetes en los parques infantiles. Investigaron exhaustivamente nuevas ideas de productos, incluido viajar por todo el mundo. “Si Spud y yo tuviéramos que decir lo que contribuimos”, dijo Knerr, “fue divertido. Pero creo que este país nos dio más de lo que le dimos. Nos dio la oportunidad de hacerlo".
Durante muchos años, la estrategia de la empresa fue mantener entre ocho y doce productos sencillos y económicos, como Frisbees, Super Balls y Hula Hoops. Se desarrollaron nuevos productos para períodos de prueba. Los antiguos se retiraron, durante unos años o de forma permanente, a medida que decaía su popularidad. Debido a que los juguetes eran simples y económicos, podían venderse en una amplia gama de minoristas, desde grandes tiendas departamentales hasta tiendas de cinco centavos .
Cuando Wham-O cambió de propietario, su nueva gerencia ajustó esta fórmula para adaptarse a la cambiante industria del juguete, que tenía juguetes cada vez más complejos y menos canales de distribución.
En 2006, la línea de productos de Wham-O incluía varios grupos de artículos relacionados que usaban marcas registradas con licencia. Por ejemplo, Sea-Doo es una marca de embarcaciones personales propiedad de Bombardier ; Wham-O fabrica una línea Sea-Doo de pequeñas balsas inflables diseñadas para ser remolcadas por embarcaciones.
Las líneas de la compañía también son más complejas y están agrupadas en categorías relacionadas, por ejemplo, la línea Sea-Doo (alrededor de una docena de productos), varias variaciones de Slip 'N Slide y un grupo de "juegos de césped".
El 31 de enero de 2011, Wham-O anunció un acuerdo con ICM, la agencia que representa los videojuegos de Atari, para representar a Wham-O en películas, televisión, música y contenido en línea basado en sus juguetes.

## Cronología

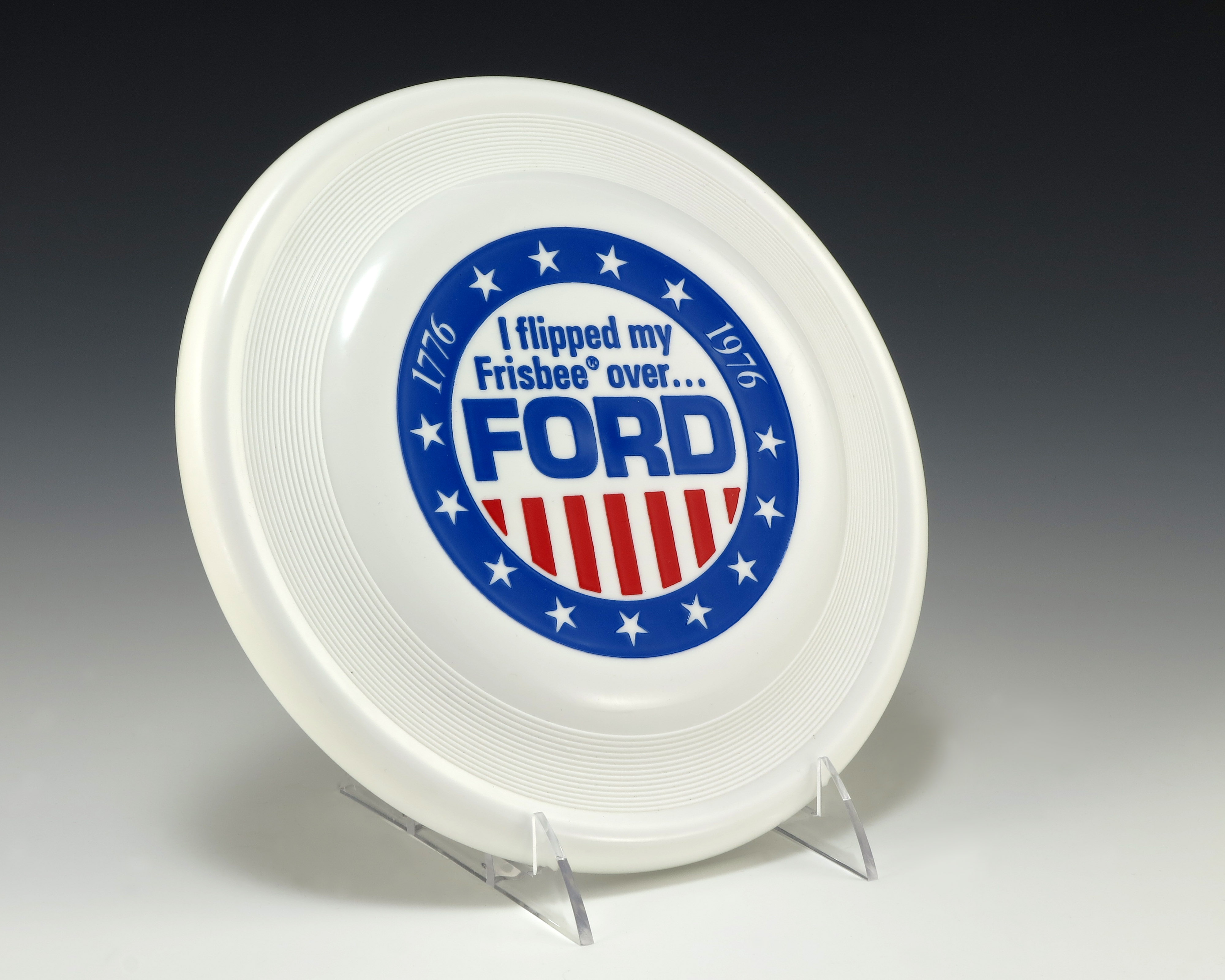
Anuncio de la campaña política Frisbee diseñado por el ejecutivo de publicidad con sede en San Francisco Bob Gardner de Gardner Communications como parte del equipo de publicidad de 1976 del presidente estadounidense Gerald Ford y entregado a Ford en la Convención Nacional Republicana de 1976. En ese momento, la empresa de Gardner también tenía la cuenta publicitaria de Frisbee.

- 1948: Fundación de WHAM-O. Durante aproximadamente un año en la década de 1950, la empresa comercializa sus artículos deportivos con el nombre de WAMO.
- 1957: WHAM-O adquiere los derechos de Pluto Platter de Fred Morrison y lo renombra como Frisbee.
- 1958: Introducción del Hula Hoop[8]
- 1958: Mejoran las ventas de Frisbee
- 1961: Introducción de Slip 'N' Slide
- 1965: Se presenta el Super Ball
- 1982: Wham-O comprado por Kransco Group Companies
- 1994: Mattel compra Wham-O de Kransco
- 1995: Wham-O compra Aspectus.
- 1997: Wham-O vuelve a ser independiente cuando un grupo inversor lo compra a Mattel
- 2002: Muere el fundador Arthur "Spud" Melin
- Enero de 2006: Wham-O se vende por ~ US $ 80 millones a Cornerstone Overseas Investment Limited, una empresa china que posee o controla cinco fábricas en China . El mismo mes, Wham-O donó los archivos de oficina, fotografías y películas de Dan "Stork" Roddick, director de promoción deportiva de Wham-O de 1975 a 1994, a la Colección de Manuscritos Históricos del Oeste.
- 2008: Muere el fundador Richard Knerr[32]
- 2008: Wham-O presenta el EZ Spin Foam Frisbee Disc, una versión de espuma blanda del Frisbee
- 2009: Wham-O vendido a la firma de inversión The Aguilar Group[33]
- 2010: Wham-O adquiere Sprig Toys Inc.[34]
- 2015: StallionSport Ltd. e InterSport Corp. adquieren los derechos globales de Wham-O Inc.
- 2018: Wham-O se asocia con Smacircle LMT ltd. para presentar Smacircle S1, una bicicleta eléctrica.